# Eunidia lateralis
Eunidia lateralis es una especie de escarabajo longicornio del género Eunidia, subfamilia Lamiinae, tribu Eunidiini. Fue descrita científicamente por Gahan en 1893.
El período de vuelo ocurre en los meses de abril, mayo, junio, julio, septiembre, octubre y noviembre.

## Descripción
Mide 5-8,5 milímetros de longitud.

## Distribución
Se distribuye por Bangladés, Camboya, China, India, Laos, Nepal, Tailandia y Vietnam.